# Sophronica albopunctata
Sophronica albopunctata är en skalbaggsart som beskrevs av Stefan von Breuning 1949. Sophronica albopunctata ingår i släktet Sophronica och familjen långhorningar.
Artens utbredningsområde är Kenya. Inga underarter finns listade i Catalogue of Life.